# Пириту (Ансоатеги)
Пириту (исп. Píritu) — город на северо-востоке Венесуэлы, на территории штата Ансоатеги. Является административным центром одноимённого муниципалитета.

## Географическое положение
Пириту расположен в северной части штата, к югу от города Пуэрто-Пириту, на расстоянии приблизительно 37 километров к западу-юго-западу (WSW) от Барселоны, административного центра штата. Абсолютная высота — 252 метра над уровнем моря. Через город проходит национальная автомагистраль .

## Население
По данным Национального института статистики Венесуэлы, численность населения города в 2013 году составляла 27 357 человек.